# Mer de Paille
La mer de Paille (en portugais : mar da Palha) est une baie de l'océan Atlantique située au Portugal, bordant la ville de Lisbonne située sur ses rives nord-ouest. Son nom proviendrait de la couleur qu'elle prend en fin de journée, au soleil couchant.
Cette baie est parfois considérée comme étant l'estuaire du Tage, le plus long fleuve de la péninsule Ibérique, bien que celui-ci se jette dans la mer de Paille par un petit delta dans sa partie nord.
La mer de Paille communique avec l'océan Atlantique par un détroit bordé au nord par la ville de Lisbonne.
Ce détroit est traversé par le pont du 25-Avril emprunté par l'autoroute A2. Le pont Vasco da Gama emprunté quant à lui par l'autoroute A12 traverse la mer de Paille plus à l'est, quasiment en son milieu. Outre Lisbonne, les autres villes importantes situées sur les côtes de la mer de Paille sont Almada, Seixal, Barreiro et Montijo.

## Avifaune
L'estuaire du Tage héberge de nombreuses espèces d'oiseaux : Oie cendrée, Canard siffleur, Canard colvert, Canard souchet, Sarcelle d'hiver, Cigogne blanche, Spatule blanche, Blongios nain, Héron pourpré, Busard des roseaux, Elanion blac, Outarde canepetière, Echasse blanche, Avocette élégante, Vanneau huppé, Pluvier argenté, Courlis cendré, Chevalier gambette, Bécasseau variable, Glaréole à collier, Sterne naine, Rousserolle turdoïde, Gorgebleue à miroir... 